# Євреїнов Юрій Миколайович
Юрій Миколайович Євреїнов (* 18 жовтня 1932, Київ — † 5 травня 1990) — український художник, 1963 — член Спілки архітекторів України, кандидат архітектури.

## Життєпис
1951 року закінчив Київську художню середню школу ім. Т. Г. Шевченка.
Закінчив 1957 року архітектурний факультет Київського державного художнього інституту.
З липня 1957 р. по 1961 р. працював у Державному інституті з проектування «Київпроект» архітектором, пізніше — старшим архітектором.
1961 року почав проходити аспірантуру при НДІАБ Академії будівництва і архітектури УРСР.
Протягом 1964—1968 років працював у Київському зональному науково-дослідному інституті типового й експериментального проектування житлових та громадських споруд.
У Київській філії ВНДІ теорії архітектури і містобудування працював у 1968—1990 роках, з 1977 — завідувач сектору теорії архітектури, починаючи з 1988 — завідувач сектору соціально-економічних проблем.
Брав участь як співавтор у проектуванні:
- проекту Палацу Спорту в Києві, 1957—1960,
- проекту аеровокзалу в Борисполі, 1959—1961,
- конкурсного проекту павільйону УРСР на торговельному ярмарку у Марселі, 1959.

Протягом 1959—1961 років розробляв робочі кресленики для гуртожитку-готелю на вулиці Р. Люксембург у Києві.
Є автором проектних рішень фасадів типових житлових будинків київського житлового масиву Відрадний.
В 1959—1961 роках брав участь у розробці фасадів житлового будинку та кав'ярні на бульварі Т. Шевченка, 2.
1982 року в Києві відбулася персональна виставка його робіт.
Писав про питання мистецтва та якості архітектури, архітектурного формоутворення, досліджував проблеми реконструкції історичних центрів міст України.
Був серед укладачів книжки «Архітектура: короткий словник-довідник» — разом з А. П. Мардером, О. А. Пламеницькою та іншими, вийшла друком 1995 року.
Серед створених ним художніх творів — переважно архітектурні мотиви та пейзажі:
- «Ленінград. Петропавлівська фортеця. Ворота смерті», 1957,
- «Москва. Смоленський собор Новодівочого монастиря», 1957,
- «Апсиди Софії», 1961,
- «Кіжі. Вечоріє», 1963,
- «Старі стіни», 1968,
- «Грот Шаляпіна», 1974,
- «Сосна», 1975,
- «Царський пляж», 1976,
- «Дзвіниця Софії Київської», 1982,
- «Околиці Кисловодська», 1984,
- «Батарейна бухта», 1986,
- «Гора Сокіл», 1987.

## Джерело
- Євреїнов Юрій Миколайович (1932—1990) [Архівовано 23 лютого 2014 у Wayback Machine.]